# マレイル酢酸レダクターゼ
マレイル酢酸レダクターゼ（maleylacetate reductase）は、次の化学反応を触媒する酸化還元酵素である。
3-オキソアジピン酸 + NAD(P)+ {\displaystyle \rightleftharpoons } 2-マレイル酢酸 + NAD(P)H + H+
反応式の通り、この酵素の基質は3-オキソアジピン酸とNAD(P)+、生成物は2-マレイル酢酸とNAD(P)HとH+である。
組織名は3-oxoadipate:NAD(P)+ oxidoreductaseである。